# Ла-Шапель-Монморо
Ла-Шапе́ль-Монморо́ (фр. La Chapelle-Montmoreau) — коммуна во Франции, находится в регионе Аквитания. Департамент — Дордонь. Входит в состав кантона Брантом. Округ коммуны — Нонтрон.
Код INSEE коммуны — 24111.

## География

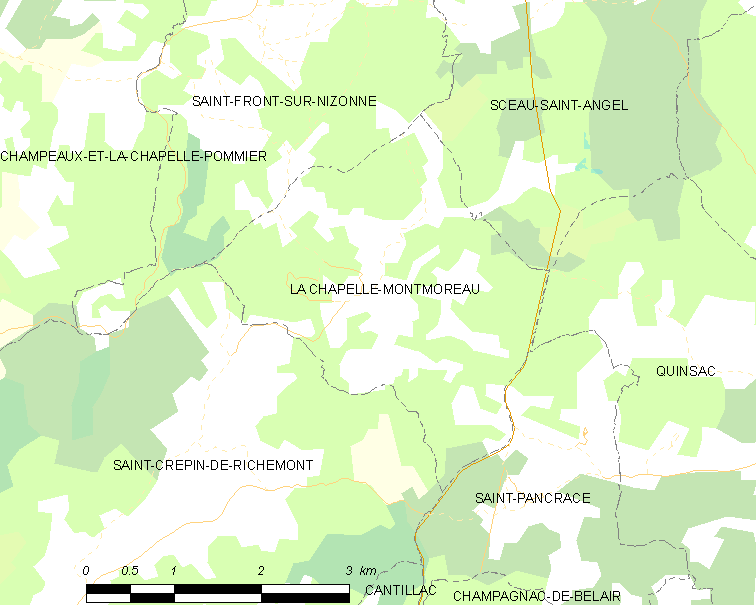
Карта коммуны

Коммуна расположена приблизительно в 400 км к югу от Парижа, в 120 км северо-восточнее Бордо, в 30 км к северу от Перигё.

### Климат
Климат умеренный океанический со средним уровнем осадков, которые выпадают преимущественно зимой. Лето здесь долгое и тёплое, однако также довольно влажное, здесь не бывает регулярных периодов летней засухи. Средняя температура января — 5 °C, июля — 18 °C. Изредка вследствие стечения неблагоприятных погодных условий может наблюдаться непродолжительная засуха или случаются поздние заморозки. Климат меняется очень часто, как в течение сезона, так и год от года.

## Население
Население коммуны на 2010 год составляло 74 человека.
| 1962 | 1968 | 1975 | 1982 | 1990 | 1999 | 2010 |
| ---- | ---- | ---- | ---- | ---- | ---- | ---- |
| 96   | 85   | 79   | 88   | 87   | 91   | 74   |

## Администрация
| Период | Период | Фамилия   | Партия                    | Примечания |
| ------ | ------ | --------- | ------------------------- | ---------- |
| 1992   | 2020   | Ален Перу | Союз за народное движение |            |

## Экономика
В 2010 году среди 43 человек трудоспособного возраста (15-64 лет) 26 были экономически активными, 17 — неактивными (показатель активности — 60,5 %, в 1999 году было 63,0 %). Из 26 активных жителей работали 26 человек (14 мужчин и 12 женщин), безработных не было. Среди 17 неактивных 1 человек был учеником или студентом, 15 — пенсионерами, 1 был неактивным по другим причинам.

## Достопримечательности
- Замок Ланне (XVIII век)[5]
- Замок Пуйад[6]
- Церковь Св. Петра (XIII век)[7]

## Фотогалерея

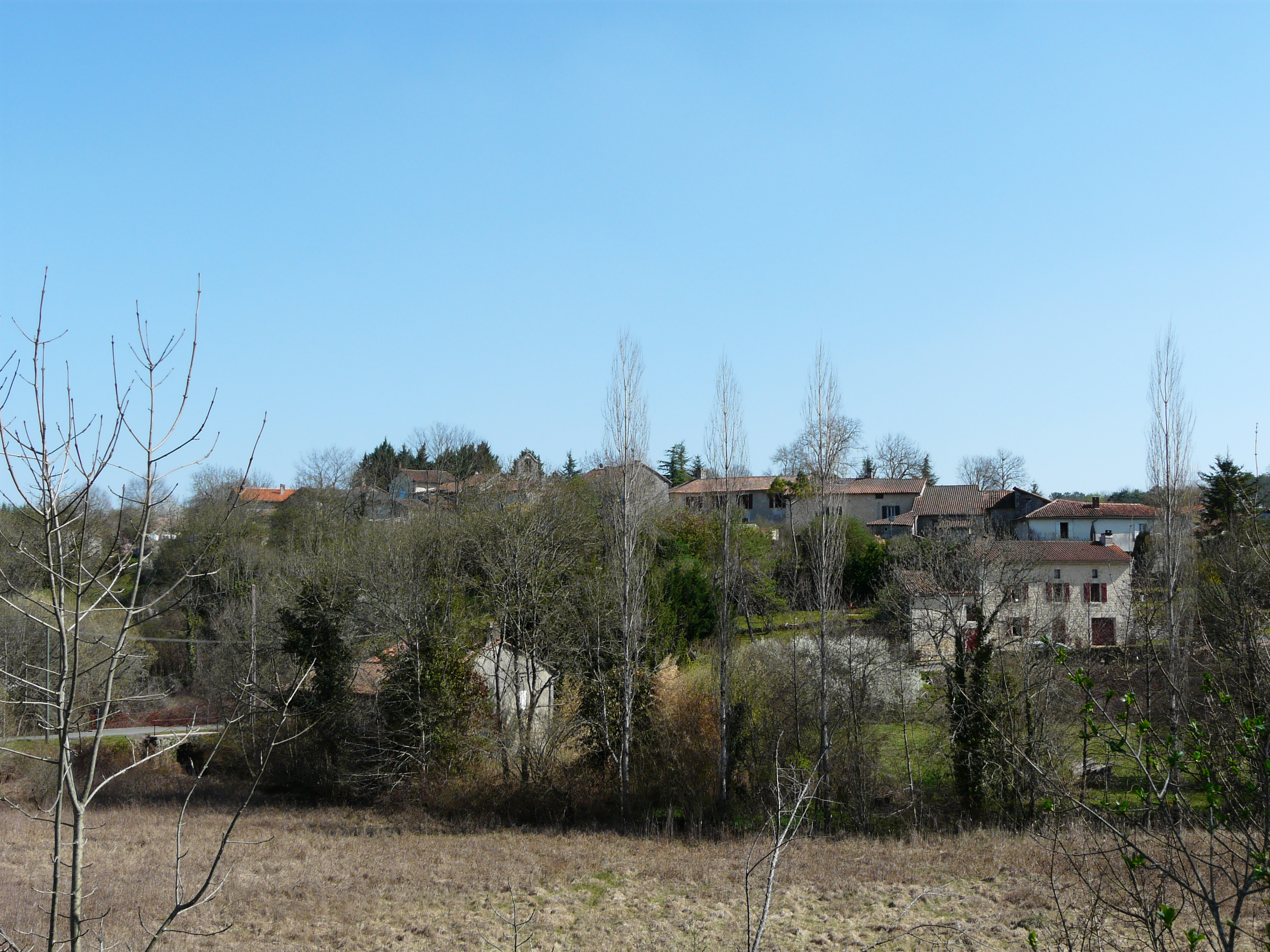
Ла-Шапель-Монморо
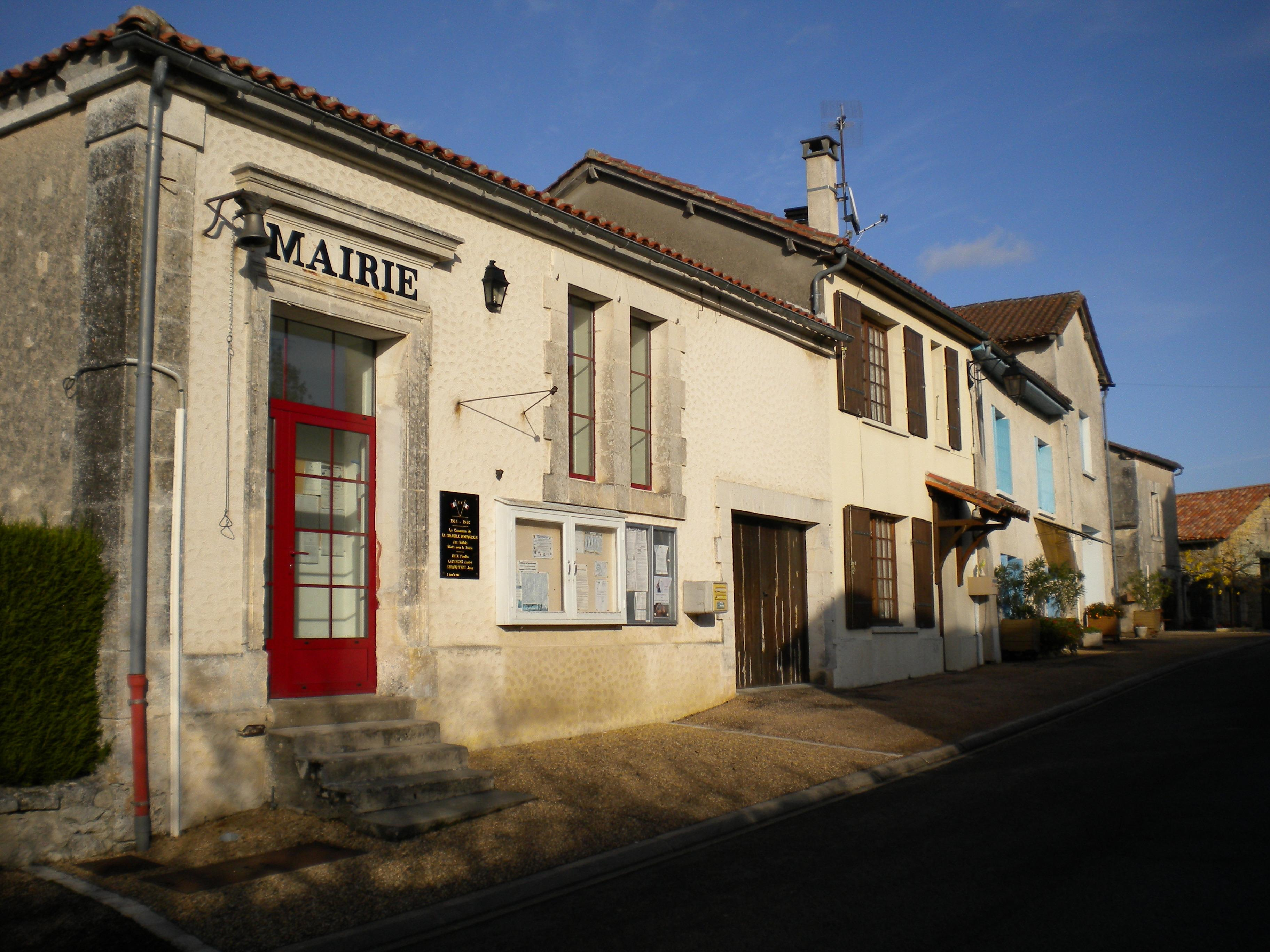
Мэрия
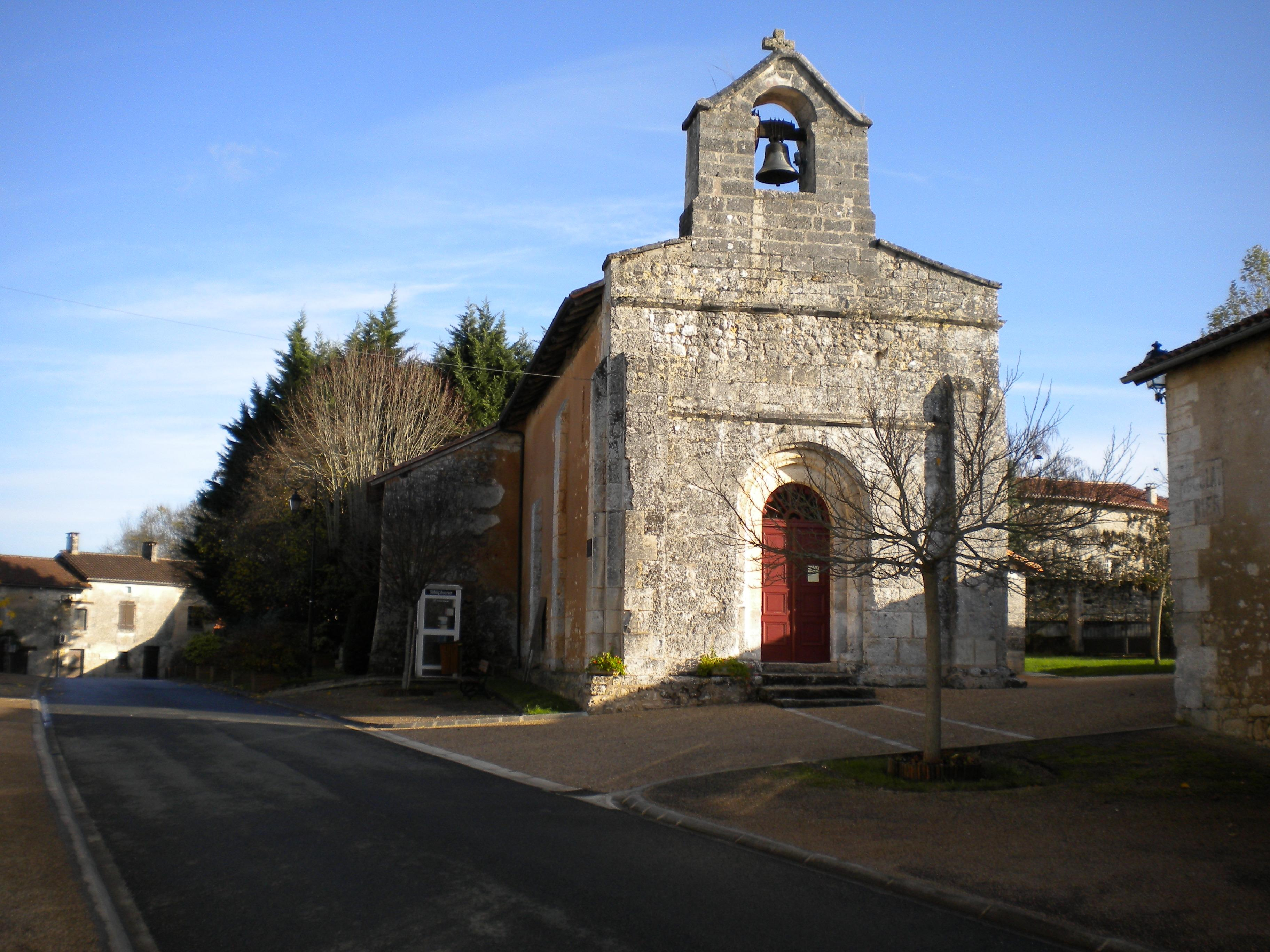
Церковь Св. Петра
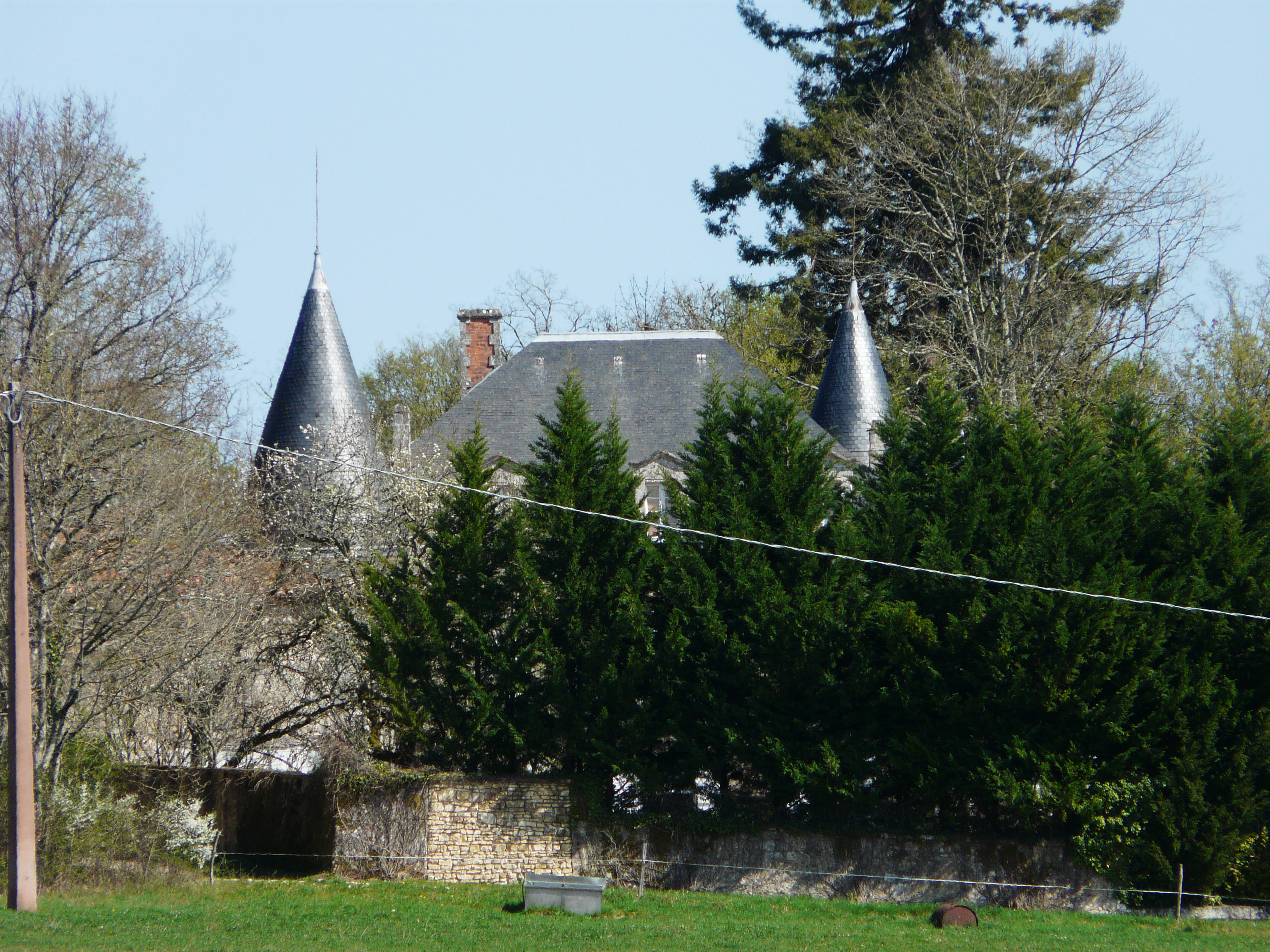
Замок Ланне
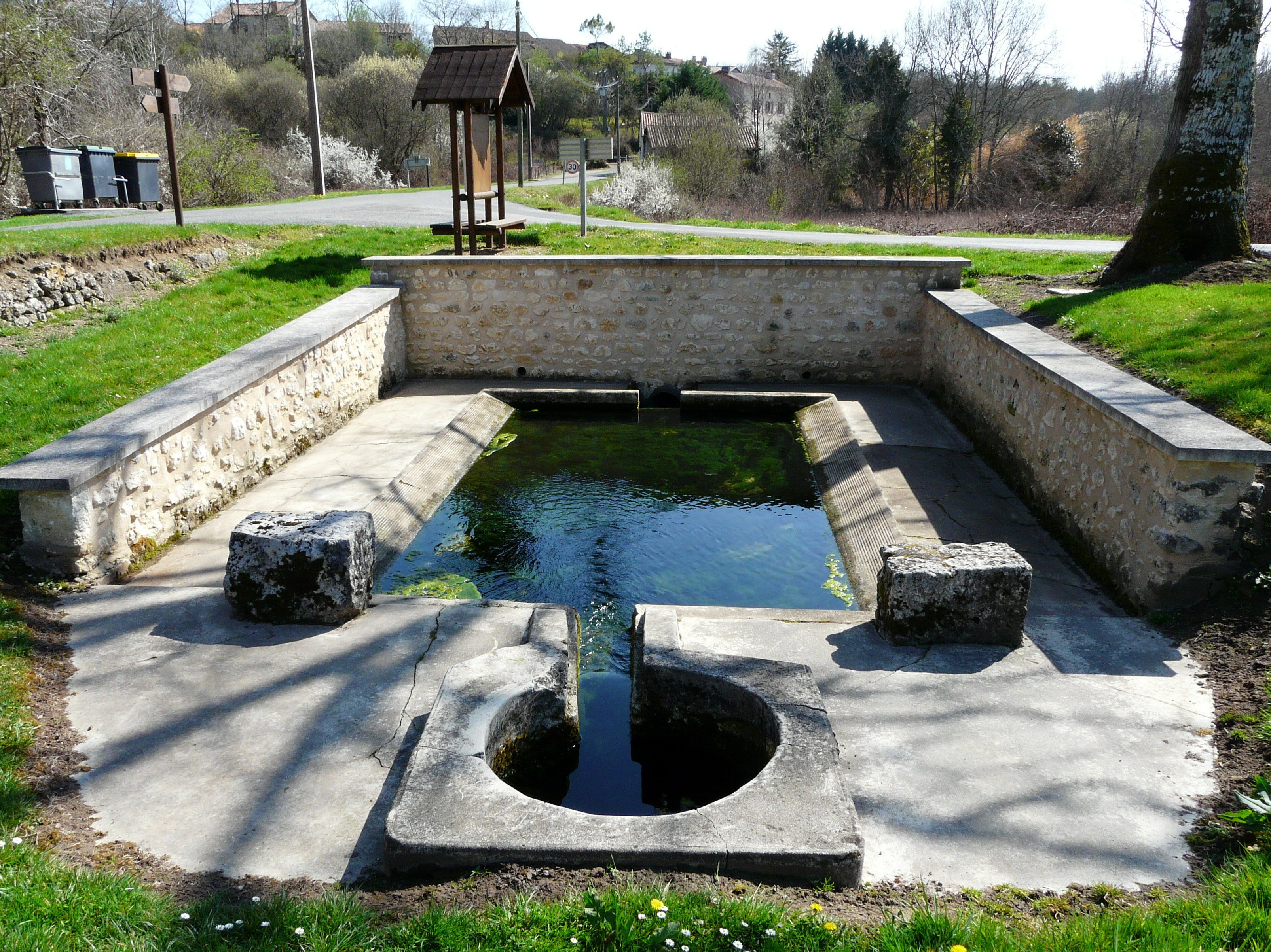
Общественная прачечная
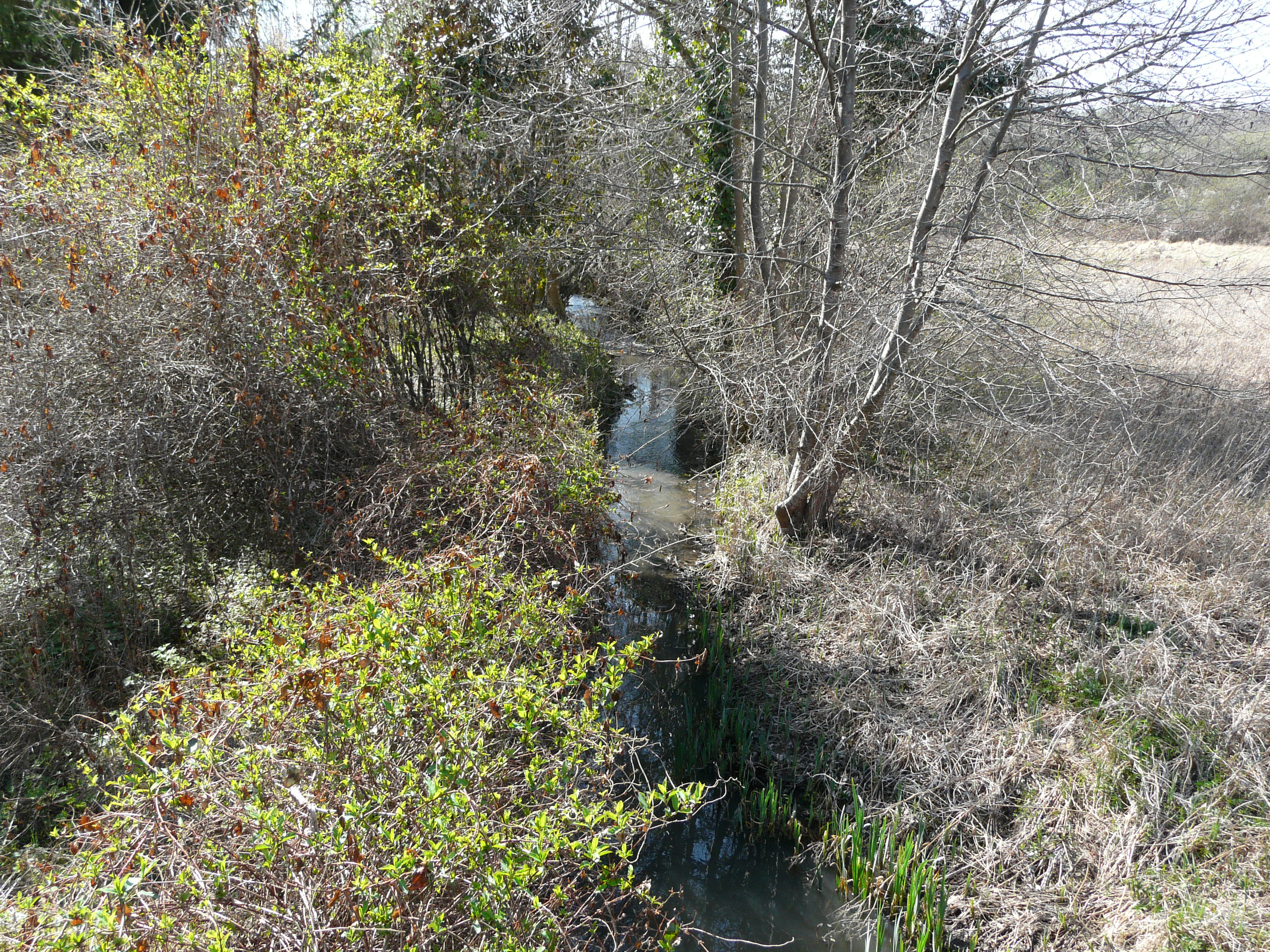
Река Булу